# 오세아니아 야구 연맹
오세아니아 야구 연맹(Baseball Confederation of Oceania, BCO)은 오세아니아의 야구 연맹으로, 1989년 설립되어 현재 13개국이 가맹되어 있다. 2017년 10월 오세아니아 소프트볼 연맹과 함께 WBSC 오세아니아로 귀속 되었다.

## 가맹국 목록
| - 괌 - 누벨칼레도니 - 뉴질랜드 - 마셜 제도 - 미크로네시아 연방 |  | - 사모아 - 북마리아나 제도 - 솔로몬 제도 - 아메리칸사모아 - 오스트레일리아 |  | - 파푸아뉴기니 - 팔라우 - 피지 |

### 과거의 가맹국
- 쿡 제도

## 같이 보기
- 오세아니아 야구 선수권 대회
- 퍼시픽 게임 야구